# Philadelphia 76ers 1984-1985
La stagione 1984-85 dei Philadelphia 76ers fu la 36ª nella NBA per la franchigia.
I Philadelphia 76ers arrivarono secondi nella Atlantic Division della Eastern Conference con un record di 58-24. Nei play-off vinsero il primo turno con i Washington Bullets (3-1), la semifinale di conference con i Milwaukee Bucks (4-0), perdendo poi la finale di conference con i Boston Celtics (4-1).

## Roster
| N° | Naz.                   | Ruolo | Sportivo          | Anno | Alt. | Peso |
| -- | ---------------------- | ----- | ----------------- | ---- | ---- | ---- |
| 2  | Stati Uniti (bandiera) | C     | Moses Malone      | 1955 | 208  | 98   |
| 4  | Stati Uniti (bandiera) | G     | Clint Richardson  | 1956 | 191  | 88   |
| 6  | Stati Uniti (bandiera) | GA    | Julius Erving     | 1950 | 198  | 91   |
| 8  | Stati Uniti (bandiera) | A     | Marc Iavaroni     | 1956 | 203  | 95   |
| 9  | Stati Uniti (bandiera) | G     | Sedale Threatt    | 1961 | 188  | 79   |
| 10 | Stati Uniti (bandiera) | G     | Maurice Cheeks    | 1956 | 185  | 82   |
| 12 | Stati Uniti (bandiera) | AC    | George L. Johnson | 1956 | 201  | 95   |
| 20 | Stati Uniti (bandiera) | G     | Leon Wood         | 1962 | 191  | 84   |
| 22 | Stati Uniti (bandiera) | G     | Andrew Toney      | 1957 | 191  | 81   |
| 24 | Stati Uniti (bandiera) | A     | Bobby Jones       | 1951 | 206  | 95   |
| 31 | Stati Uniti (bandiera) | C     | Steve Hayes       | 1955 | 213  | 93   |
| 33 | Stati Uniti (bandiera) | A     | Sam Williams      | 1959 | 203  | 95   |
| 34 | Stati Uniti (bandiera) | A     | Charles Barkley   | 1963 | 198  | 114  |
| 45 | Stati Uniti (bandiera) | AC    | Clemon Johnson    | 1956 | 208  | 109  |

## Staff tecnico
- Allenatore: Billy Cunningham
- Vice-allenatori: Matt Guokas, Jack McMahon
- Preparatore atletico: Al Domenico